# Wojna brytyjsko-egipska (1882)
Wojna brytyjsko-egipska (znana również jako brytyjska interwencja w Egipcie) − krótkotrwała wojna 1882 roku pomiędzy regularną armią i flotą brytyjską a nacjonalistycznymi powstańcami egipskimi dowodzonymi przez Ahmeda Orabiego, zwanego również Arabi Paszą. Bezpośrednią przyczyną interwencji były rozruchy w Aleksandrii, po których mocarstwa wprowadziły swe okręty do aleksandryjskiego portu, dla ochrony własnych obywateli. 11 lipca 1882 roku Brytyjczycy zbombardowali twierdzę i miasto, które zajęli w następnych dniach. 20 sierpnia brytyjski korpus ekspedycyjny rozpoczął działania na lądzie, zakończone zwycięstwem w bitwie pod Tel-el-Kebir 13 września. W wyniku tej wojny Egipt stał się de facto protektoratem brytyjskim, pomimo utrzymania formalnej podległości lennej Imperium Osmańskiemu.

## Tło historyczne
Po ukończeniu w 1869 roku budowy Kanału Sueskiego terytorium Egiptu stało się przedmiotem szczególnego zainteresowania mocarstw europejskich, przede wszystkim Wielkiej Brytanii i Francji. Formalnie podległe Imperium Osmańskiemu, rządzone było przez kedywa, którym od 1863 roku był Isma’il Pasza. W efekcie jego rozrzutności i nieudolnej polityki skarb kedywatu stanął przed groźbą bankructwa. W 1875 roku Wielka Brytania wykupiła, za ponad 4 miliony ówczesnych funtów (pozyskanych z kredytu udzielonego przez bank Rotszyldów), egipski pakiet akcji Kanału Sueskiego, zyskując w ten sposób kontrolę nad żywotną dla niej drogą do swych posiadłości w Indiach i sposobność zyskania dominacji nad terytorium państwa.
Już rok później, ochraniając swe interesy wobec ogłoszenia bankructwa przez kedywa, Wielka Brytania i Francja narzuciły Egiptowi swą kontrolę i uzależniły jego rząd od własnych decyzji, umieszczając w nim po jednym przedstawicielu w randze ministra, z szerokimi pełnomocnictwami i odpowiedzialnych jedynie przed własnymi rządami i powołaną przez wierzycieli kedywa Kasą Długu Egipskiego. W czerwcu 1879 roku pod naciskiem obu mocarstw sułtan Abd-ul-Hamid II pozbawił Ismaila władzy, którą przejął jego syn Tewfik. Tak wyraźna dominacja Europejczyków wywołała niezadowolenie wśród nacjonalistycznie nastawionych członków egipskich elit. Jeden z nich, pułkownik Ahmad Orabi, stanął na czele opozycji i w początkach 1882 roku faktycznie odsunął Tewfika od władzy, wprowadzając własną dyktaturę. Rząd egipski przyznał mu tytuł paszy i mianował ministrem wojny.
Taki obrót sprawy godził w interesy mocarstw europejskich, głównie Wielkiej Brytanii, która nie zamierzała pozostać bezczynna. W maju na wody egipskie została skierowana eskadra Floty Śródziemnomorskiej z Malty, dowodzona przez wiceadmirała Fredericka Beauchamp Seymoura. W zatoce Suda dołączyły do niej okręty francuskie dowodzone przez kontradmirała Conrada, po czym wydzielony zespół dwóch pancerników i czterech kanonierek (po jednym pancerniku i dwie kanonierki z każdej floty) zawinął 20 maja do Aleksandrii.

## Interwencja

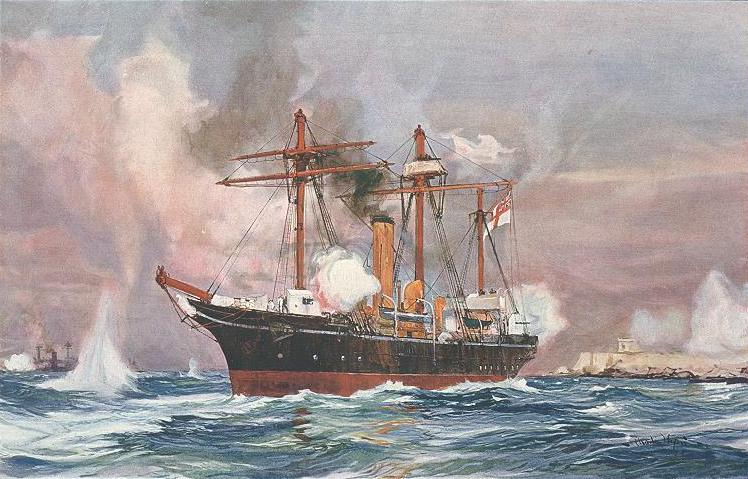
Bombardowanie Aleksandrii według Charlesa Dixona

Na przełomie maja i czerwca rząd premiera Gladstone’a zdecydował o koncentracji sił morskich i lądowych w rejonie Morza Śródziemnego. Na Malcie i Cyprze stacjonowały w oczekiwaniu na dalszy rozwój wypadków zarówno okręty Royal Navy jak i bataliony piechoty. Na Morzu Czerwonym, w okolicach Suezu, pojawiły się brytyjskie okręty ściągnięte z Indii. Wobec napiętej sytuacji w Aleksandrii i jej okolicach admirał Seymour otrzymał posiłki, na co podlegli Arabiemu Paszy żołnierze egipscy demonstracyjnie rozpoczęli przygotowania do walki na umocnieniach portowych i w fortach nadbrzeżnych twierdzy aleksandryjskiej. 11 czerwca w mieście wybuchły rozruchy, skierowane przeciwko Europejczykom i chrześcijanom. Zginęło w nich, jak się ocenia, 68 osób, dalszych nie mniej niż 100 zostało rannych. W reakcji na wodach egipskich pojawiły się okręty dalszych państw: Grecji, Włoch, Turcji, Stanów Zjednoczonych, Hiszpanii, Niemiec i Rosji, chociaż ich rządy wyraźnie zakazały jakichkolwiek wystąpień przeciwko Egipcjanom, o ile nie będzie to konieczne dla ochrony życia i mienia własnych obywateli. Podobne stanowisko, wobec oporu większości deputowanych, zajął także rząd francuski. Tak więc Brytyjczycy pozostali jedynymi zdecydowanymi na podjęcie akcji zbrojnej i 3 lipca admirał Seymour otrzymał zezwolenie na podjęcie takowej.
10 lipca rano dowodzący twierdzą aleksandryjską Toulba Pasza otrzymał brytyjskie ultimatum, żądające zaprzestania jakichkolwiek prac przy umocnieniach oraz ich rozbrojenie. Jego termin upływał w ciągu 24 godzin. Okręty brytyjskie otworzyły ogień kilka minut po 7.00 rankiem 11 lipca. W toku całodziennej walki większość egipskich fortów została bądź rozbita, bądź opuszczona przez załogi. Zginęło około 130 egipskich żołnierzy i 150 cywilnych mieszkańców miasta, dalszych kilkuset zostało rannych. Straty po stronie brytyjskiej wyniosły 6 zabitych i 27 rannych.
12 lipca toczyły się egipsko-brytyjskie rozmowy o zawieszeniu broni, ale nie przyniosły skutku wobec zbyt dużych różnic zdań pomiędzy stronami. W efekcie wieczorem garnizon egipski wycofał się z Aleksandrii, a następnego dnia na ląd zeszli brytyjscy marynarze i żołnierze piechoty morskiej. W związku z falą rozbojów i grabieży, które zapanowały w zanarchizowanym mieście, oprócz obsadzenia najważniejszych punktów, rozpoczęli oni patrolowanie ulic, zwłaszcza najbardziej zagrożonej dzielnicy europejskiej. 14 lipca do swego pałacu powrócił Tewfik Pasza, który dwa dni wcześniej uciekł wraz z garnizonem, wkrótce przybyli również mieszkańcy, którzy opuścili miasto w obawie przed bombardowaniem. 17 lipca Brytyjczycy zostali wzmocnieni kontyngentem 2800 żołnierzy piechoty, co pozwoliło zorganizować skuteczną obronę umocnień Aleksandrii od strony lądu, gdzie obawiano się ataków armii Arabiego Paszy. Także kawaleria gwardii kedywa stanęła po stronie Europejczyków. Do większych starć jednak nie doszło, w okolicy miasta toczyły się jedynie do początków sierpnia potyczki niewielkich oddziałów.
22 lipca kedyw oficjalnie ogłosił Arabiego Paszę oraz jego zwolenników buntownikami i zdymisjonował go ze stanowiska ministra wojny, na co ten odpowiedział trzy dni później wydaniem fatwy i ogłoszeniem wojny przeciwko Brytyjczykom oraz ich poplecznikom. Główny ciężar prowadzenia działań przejęła brytyjska armia lądowa, dowodzona przez generała Wolseleya. Opracował on plan desantu w miejscowości Ismailia i opanowania całej długości brzegów Kanału Sueskiego. Operacja rozpoczęła się rankiem 20 sierpnia i dzięki wsparciu artylerii okrętowej zakończyła całkowitym sukcesem, przy niewielkim oporze Egipcjan. W początku września generał Wolseley dysponował w całym Egipcie czterema dywizjami przybyłymi z metropolii oraz Indii (łącznie niemal 40 tys. żołnierzy i marynarzy), mając przeciwko sobie około 90 tys. powstańców (w tym około 60 tys. armii regularnej), jednak gorzej uzbrojonych i wyposażonych, z których znaczna część tworzyła stałe garnizony twierdz.

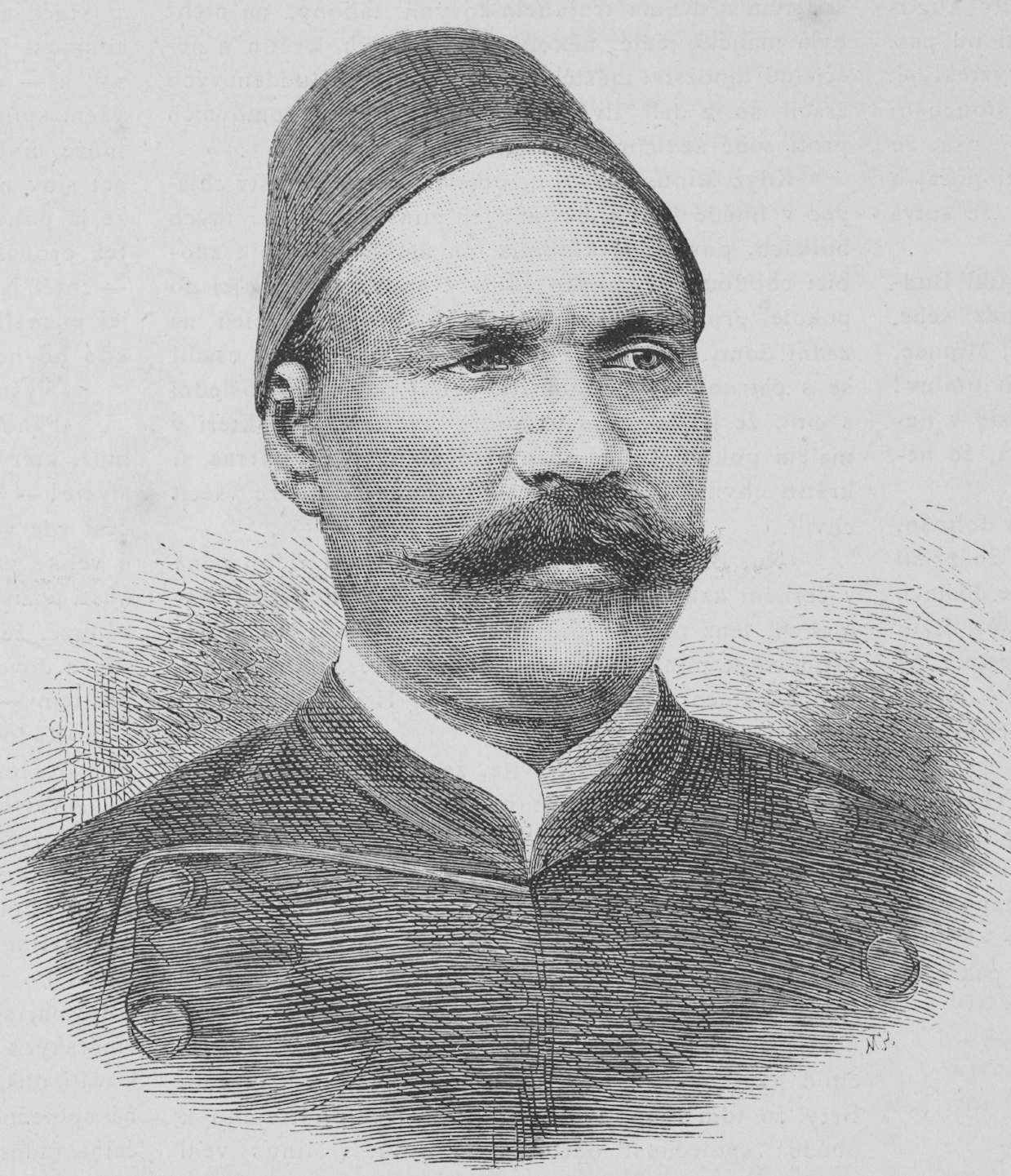
Arabi Pasza

Posuwające się w głąb kraju wojska brytyjskie opanowały pod koniec sierpnia ważny strategicznie rejon śluzy Kassasin. Dwukrotne próby odbicia go przez kawalerię egipską zostały udaremnione. Po odparciu drugiego ataku, 9 września, generał Wolseley na czele sił głównych ruszył w pościg w kierunku Tel-el-Kebir, gdzie dotarł 12 września. Przed świtem następnego dnia Brytyjczycy zaatakowali armię Arabiego Paszy, po kilkugodzinnym boju zdobywając egipskie umocnienia i rozbijając przeciwnika. Straty Egipcjan oceniane są na około 2000 zabitych i tyle samo rannych, Brytyjczycy stracili 87 poległych i zaginionych oraz 383 rannych. Następnego dnia brytyjska kawaleria dotarła do Kairu, którego garnizon złożył broń. Arabi Pasza poddał się Brytyjczykom. 15 września generał Wolseley odbył triumfalny wjazd do stolicy. Zwycięstwo przyniosło mu tytuł barona. W następnych dniach kapitulowały kolejne egipskie twierdze, jako ostatnia, 23 września, Damietta.
Ahmed Orabi został 5 października przekazany do dyspozycji rządu kedywa i był sądzony za bunt. Zgodnie z porozumieniem, które zawarł z brytyjskim ambasadorem w Konstantynopolu, markizem Dufferin, przyznał się do winy i 3 grudnia 1882 roku został skazany na śmierć, wyrok jednak został zamieniony natychmiast na dożywotnią banicję. Wraz z sześcioma innymi przywódcami powstania został zesłany na Cejlon, gdzie pozostał do 1903 roku, gdy syn i następca Tawfika, Abbas II, zezwolił mu na powrót do Egiptu.

## Następstwa
W teorii interwencja brytyjska przywróciła poprzedni stan ustrojowy w Egipcie: władza należała do podległego sułtanowi kedywa. W praktyce Wielka Brytania uzyskała niemal nieograniczony wpływ na rządy w kraju. Konsul generalny Zjednoczonego Królestwa (w latach 1883−1907 był nim Evelyn Baring) kontrolował całość polityki i gospodarki Egiptu. Dowódcą armii egipskiej był odtąd brytyjski generał, w każdym ministerstwie funkcjonował brytyjski urzędnik-doradca, w praktyce nadzorujący prace ministra.
W ten sposób Wielka Brytania uzyskała kontrolę nad strefą Kanału Sueskiego, zabezpieczającą interesy Imperium, oraz nad finansami Egiptu, co zabezpieczało interesy banków, mających swój udział w kapitałach kanału i odsetkach od długów zaciągniętych przez kedywów. Inną, niebagatelną korzyścią był swobodny dostęp do egipskich upraw bawełny, dostarczanej do brytyjskich przędzalni i fabryk tekstylnych.
Powstanie nacjonalistów i wojna z Wielką Brytanią osłabiły pozycję Egiptu w sąsiadującym z nim od południa Sudanie, co doprowadziło do wzrostu znaczenia tamtejszych derwiszów, skupionych wokół Mahdiego. W 1883 roku jego zwolennicy wystąpili zbrojnie przeciwko armii egipskiej, rozbijając ją, zaś w marcu następnego roku oblegając Chartum, gdzie pokonali połączone siły egipsko-brytyjskie.